# Ryan Sailor
Pour les articles homonymes, voir Sailor (homonymie).
Ryan Sailor, né le 27 novembre 1998, est un joueur américain de soccer qui évolue en tant que défenseur pour le club de l'Inter Miami en Major League Soccer.

## Carrière

### Jeunesse et Université
Ryan Sailor a fréquenté l'Arapahoe High School à Centennial, dans le Colorado. Il a joué au soccer de club pour le Real Colorado, avec lequel il a contribué à atteindre les demi-finales de la région IV et à remporter le championnat de club de l'État du Colorado en 2013. Sailor a été capitaine de l'équipe du Real Colorado dans l'United States Development Academy de 2013 à 2016,.
Sailor a ensuite fréquenté l'Université de Washington pour jouer au soccer universitaire de 2016 à 2021. Il a eu peu d'occasions de jouer au cours de ses trois premières années à Washington, faisant une année de redshirt sa première année et ne faisant que deux apparitions de 2016 à 2018. Sailor a eu beaucoup plus d'occasions de jouer au cours de ses trois dernières saisons à Washington, terminant sa carrière de Husky avec un total de quarante-neuf apparitions, dont dix buts et trois passes décisives. Sa dernière saison en 2021 a vu Sailor nommé Joueur défensif de l'année de la Pac-12, première équipe All-Conference pour la Pac-12, première équipe All-America et demi-finaliste du MAC Herman Trophy. Au cours de ses trois dernières saisons, Sailor a été le capitaine des Huskies lors de trois participations consécutives aux quarts de finale du championnat NCAA et a terminé sa carrière en tant que finaliste du College Cup National Championship 2021 face aux Tigers de Clemson.
Pendant ses années à l'université, Sailor a été sélectionné dans l'équipe de USL PDL du côté des Colorado Rapids U23, mais n'a pas joué de match pour l'équipe.

### Carrière professionnelle
Le 11 janvier 2022, Sailor a été choisi en 9ème position lors de la SuperDraft de la MLS 2022 par Inter Miami CF,. Il a signé avec le club de la Major League Soccer le 22 février 2022. Sailor a fait ses débuts en MLS le 7 mai 2022, en commençant dans une défaite 1–0 à l'extérieur contre le Charlotte FC.